# Wojna polsko-niemiecka (1157)
Wojna polsko-niemiecka (1157) lub Najazd Fryderyka Barbarossy na Polskę (1157) – konflikt zbrojny pomiędzy wojskami cesarza rzymskiego i króla niemieckiego Fryderyka I Barbarossy a książętami polskimi o przywrócenie Władysława II Wygnańca na tron Polski.

## Kontekst
W wyniku podziału Polski na dzielnice po śmierci księcia Bolesława Krzywoustego w 1138 roku, jego synowie doprowadzili do bratobójczej walki. Najstarszy z nich – Władysław, został wygnany z kraju przez stronników Bolesława Kędzierzawego.
Władysław, który znalazł ostatecznie schronienie na dworze cesarskim, próbował doprowadzić do niemieckiej interwencji w Polsce. Udało mu się to dopiero w 1157 roku, kiedy cesarzem był Fryderyk I Barbarossa. Cesarz na prośbę Wygnańca przedsięwziął wyprawę przeciwko państwu piastoskiemu.

## Przebieg

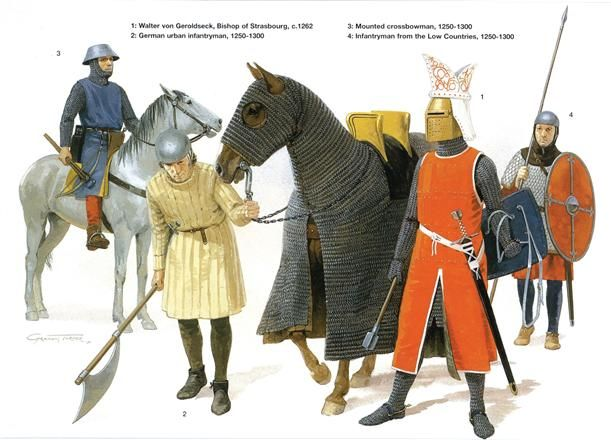
Średniowieczne rycerstwo niemieckie

Armia Barbarossy wyruszyła z Halle na wschód 4 sierpnia 1157 roku, przemieszczając się przypuszczalnie starym szlakiem wypraw niemieckich przez Łużyce. 
Armia Barbarossy parła w głąb Polski, a Piastowie opóźniali pochód, rąbiąc gąszcz leśny i zagradzając przesiekami drogę Niemcom. Cofając się przed przeważającymi siłami wroga, Piastowie pustoszyli własny kraj, czym poważnie utrudniali zaopatrzenie armii cesarskiej. W trakcie upalnych dni żołnierze niemieccy zaspokajali pragnienie nadmiernym piciem wody ze strumyków i rzek, w związku z czym w ich obozie szybko wybuchła dyzenteria która zabiła więcej wojów niemieckich niż wojska polskie. 22 sierpnia wojska cesarskie znalazły się w okolicach Głogowa, Wówczas dołączyły do nich posiłki czesko-morawskie, ugrupowując się na prawym skrzydle armii niemieckiej. Gród, wraz z podgrodziem, był położony na wyspie i posiadał dogodne warunki obronne, a opływające go rzeki Odra i Barycz oraz kilka kanałów sprawiały, że był trudno dostępny. Mimo tego oddziały polskie stacjonujące w Głogowie po podpaleniu grodu pośpiesznie go opuściły. według relacji Wincentego z Pragi wojska czesko-morawskie, pierwsze sforsowały Odrę i wkroczyły do palącego się Głogowa. Dopiero po nich rzekę przekroczyć miały oddziały niemieckie.
Tym sposobem ostateczna linia piastowskiej obrony na zachodzie została przełamana. Obok spalenia Głogowa, na linii Odry podobny los spotkał również inną nadodrzańską warownię – Bytom Odrzański. Po przejęciu zniszczonych grodów cesarz ruszył dalej w kierunku Wielkopolski. 
Spalenie Głogowa i Bytomia Odrzańskiego przez wycofujące się oddziały polskie i zastosowanie taktyki „spalonej ziemi” to elementy, które dotychczas nie były prowadzone na taką skalę przez Piastów na własnym terytorium. Wojska piastowskie nie zostały pokonane w walnej bitwie, lecz książęta polscy ponieśli klęskę w wymiarze wizerunkowym. Wówczas Kędzierzawy ponownie poprosił niemieckiego króla o negocjacje. Barbarossa zgodził się wycofać swoje siły, ale jego warunki były wygórowane.
Ostatecznie Bolesław Kędzierzawy boso i z mieczem u szyi upadł cesarzowi do nóg, składając w ten sposób hołd lenny.

## Pokój w Kryszkowie
30 sierpnia 1157 r., doszło do zawarcia pokoju w Krzyszkowie. Zgodnie z jego postanowieniami Kędzierzawy musiał zapłacić olbrzymią kontrybucję, a także uznać się lennikiem niemieckim. Dodatkowo zobowiązał się do stawienia się w Magdeburgu na sąd cesarski, który miał rozstrzygnąć kwestie władztwa nad Polską pomiędzy Bolesławem a Wygnańcem. Kędzierzawy miał także dostarczyć cesarzowi posiłki podczas planowanej wyprawy do Włoch.
Jako zabezpieczenie postanowień Kazimierz II Sprawiedliwy, najmłodszy brat Kędzierzawego został przekazany na dwór cesarski w charakterze zakładnika.
Podobnie jak w przypadku poprzednich obietnic Bolesław ich nie zrealizował. Nie stawił się w Magdeburgu, ani nie wysłał obiecanych posiłków.